# 1933 en chimie
Cet article présente les faits marquants de l'année 1933 en chimie.

## Évènements
- Mars : le physicien américain Gilbert Lewis isole le premier échantillon d'eau lourde[1], permettant sa production industrielle par électrolyse par l'entreprise norvégienne Norsk Hydro dès 1934.
- Le chimiste allemand Otto Röhm brevète le Plexiglas[2].

## Prix
- ACS Award in Pure Chemistry : Frank Spedding[3]
- Prix Irving-Langmuir : Frank Spedding[4]
- Médaille Davy : William Hobson Mills pour ses recherches en chimie organique, et pour ses travaux sur la synthèse et les propriétés des colorants cyanines, et plus particulièrement pour ses recherches sur de nouveaux types de molécules asymétriques[5],[6].
- Faraday Lectureship : Peter Debye[7]

## Naissances
- 27 janvier : Jerry Buss (mort en 2013), Investisseur immobilier et chimiste.
- 14 août : Richard R. Ernst, chimiste suisse, prix Nobel de chimie en 1991.
- 23 août[8] : Robert Curl, chimiste américain, prix Nobel de chimie en 1996.
- 19 septembre : Jean-Michel Savéant, chimiste français.
- 14 novembre : Akira Endō, biochimiste et microbiologiste japonais.
- 29 novembre : Bernard Cloutier (mort en 2011), ingénieur, chimiste et administrateur québécois.
- 3 décembre[9] : Paul Josef Crutzen (mort en 2021), chimiste et météorologue néerlandais, prix Nobel de chimie en 1995.

## Décès
- 31 janvier : Alfredo Salafia (né en 1869), chimiste et embaumeur italien.